# Centro di selezione Aeronautica Militare
Il Centro di selezione dell'Aeronautica Militare è un ente delle forze armate italiane preposto alla selezione del personale candidato per l'ingresso nell'aeronautica militare italiana.
Dipende direttamente dal Comando scuole dell'Aeronautica militare - 3ª Regione aerea di Bari, e opera nel sedime dell'aeroporto Alfredo Barbieri di Guidonia (Roma), da un ingresso separato a sud dell'aeroporto. Il Centro gestisce ogni tipologia di concorso dell'Aeronautica, ed essendo organizzato per la gestione di grandi quantità di candidati, fornisce supporto logistico anche per concorsi delle altre forze armate italiane.

## Storia
Il Centro di selezione Aeronautica Militare è stato costituito nel 1975 ma le sue origini sono più remote. La selezione, ovvero la scelta delle persone aventi caratteristiche fisiche ed intellettuali rispondenti ai requisiti fissati dall'Aeronautica Militare, ebbe inizio nell'anno 1949. Allora, apposite  commissioni mobili, nominate di volta in volta dal Comando della IV Zona aerea territoriale, avevano il compito di provvedere al reclutamento degli aspiranti più idonei, recandosi di città in città.
Nel 1953 fu nominata una  commissione unica con sede fissa presso la Reggia di Caserta. Tale decisione maturò a seguito delle eccessive diversità riscontrate nei metri e nei metodi di valutazione tra le diverse commissioni. L'impiego di un solo gruppo di persone fu, in sostanza, ritenuto garanzia di uniformità di giudizio.
Tre anni dopo, nel 1956, sempre a Caserta, fu costituito il  nucleo psicotecnico permanente (NPP).
Con tale atto si intese riconoscere che le attività di selezione dovevano essere svolte da personale appositamente preparato e qualificato, il quale doveva servirsi di collaudate tecniche di indagine, di valutazione e di confronto.
Nel 1967 il NPP fu trasferito a Vigna di Valle. Parte del personale frequentò corsi specifici di specializzazione e corsi di psicologia applicata presso l'Università Cattolica del Sacro Cuore. Nel contempo, l'attività di selezione fu estesa anche ad altri concorsi e non solo per gli specialisti.
Il 21 luglio 1975 lo stato maggiore dell'Aeronautica Militare, riconoscendo la necessità di disporre di un ente cui affidare il compito di selezionare tutto il personale tramite metodologie quanto più possibile scientifiche e standardizzate, dispose la soppressione del NPP e la costituzione del Centro di selezione.
Il 2 marzo 1998, per ragioni logistiche ed infrastrutturali, il Centro di selezione è stato trasferito presso l'attuale sede di Guidonia.